# Schattseitköpfl
Schattseitköpfl är en bergstopp i Österrike.   Den ligger i distriktet Spittal an der Drau och förbundslandet Kärnten, i den centrala delen av landet, 300 km väster om huvudstaden Wien. Toppen på Schattseitköpfl är 3 065 meter över havet.
Terrängen runt Schattseitköpfl är huvudsakligen bergig, men den allra närmaste omgivningen är kuperad. Runt Schattseitköpfl är det ganska glesbefolkat, med 29 invånare per kvadratkilometer.. Närmaste större samhälle är Matrei in Osttirol, 17,2 km sydväst om Schattseitköpfl. 
Trakten runt Schattseitköpfl består i huvudsak av gräsmarker.

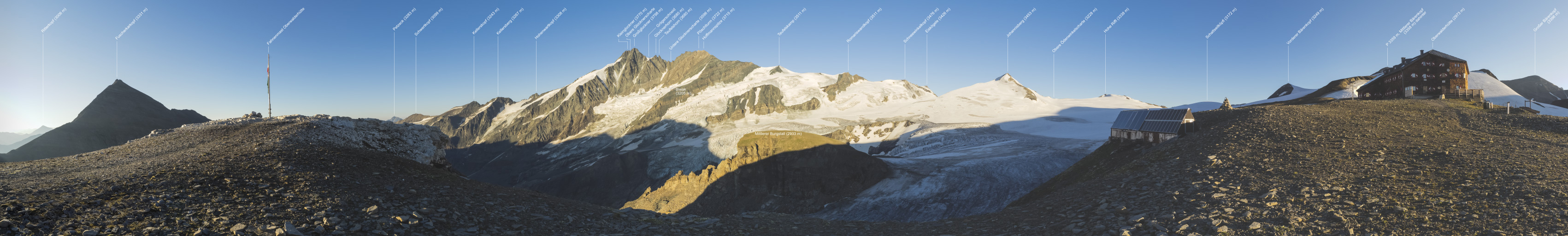
Schattseitköpfl är toppen direkt höger om det lilla huset.